# روچیو
روچیو (به ایتالیایی: Ruscio) یک روستا در ایتالیا است که در مونته‌لئونه دی اسپولتو واقع شده‌است. روچیو ۱۲۶ نفر جمعیت دارد و ۷۸۶ متر بالاتر از سطح دریا واقع شده‌است.